# I Knew It Was You
I Knew It Was You noto anche come John Cazale - Il padrino mancato (I Knew It Was You: Rediscovering John Cazale) è un documentario del 2009 diretto e co-prodotto da Richard Shepard, che a trent'anni dalla scomparsa ricorda l'attore John Cazale. Il mediometraggio fu proiettato in anteprima al Sundance Film Festival 2009 e trasmesso sulla HBO il 1º giugno 2010.

## Titolo
Il titolo del documentario a lui dedicato riprende una famosa scena de Il padrino - Parte II in cui Al Pacino dice a Cazale "Sapevo che fosti tu".

## Distribuzione
In Italia, il documentario è andato in onda il 2 aprile 2010, sul canale Mediaset, Studio Universal, con il titolo originale. Il 12 agosto 2015, in occasione degli 80 anni dalla nascita, il documentario è andato in onda su Sky Arte, con il titolo John Cazale - Il padrino mancato.